# Gianni Schicchi
 (mai 2025).
Si vous disposez d'ouvrages ou d'articles de référence ou si vous connaissez des sites web de qualité traitant du thème abordé ici, merci de compléter l'article en donnant les références utiles à sa vérifiabilité et en les liant à la section « Notes et références ».

Gianni Schicchi est un opéra en un acte de Giacomo Puccini. C’est le troisième opéra du cycle appelé Il trittico (« Le Triptyque »). Le livret italien de Giovacchino Forzano est fondé sur une histoire racontée dans la Divine Comédie de Dante (Enfer, XXX, 22-48). Il trittico fut représenté pour la première fois au Metropolitan Opera de New York le 14 décembre 1918.
L'aria pour soprano « O mio babbino caro » est l'extrait le plus célèbre de l'opéra.

## Genèse et création
Les trois opéras qui constituent ce cycle (ce triptyque, en italien trittico) ont pour titre : Il tabarro, Suor Angelica et Gianni Schicchi.
Ce dernier opéra fut écrit très rapidement. Le sujet plaisait tellement à Puccini, qu'il laissa de côté une autre de ses œuvres en gestation, Suor Angelica, pour s'y consacrer pleinement. Les premières esquisses datent de l'été 1917 et une première version a été établie en avril 1918. La partition, polie pendant l'automne de la même année, fut présenté au public américain du Metropolitan Opera le 14 décembre 1918, dans le cadre de la première du Trittico.
Contrairement aux deux autres volets du Triptyque, Gianni Schicchi connut un très grand succès, éclipsant Il Tabarro et Suor Angelica. C'est le seul qui ait vraiment plu à la critique qui voit un nouveau Falstaff en cet opéra. Depuis, il a également été régulièrement donné avec des opéras courts comme L'Heure espagnole de Ravel (Paris), Eine florentinische Tragödie de Zemlinsky (Milan) ou I Pagliacci de Leoncavallo (Los Angeles).

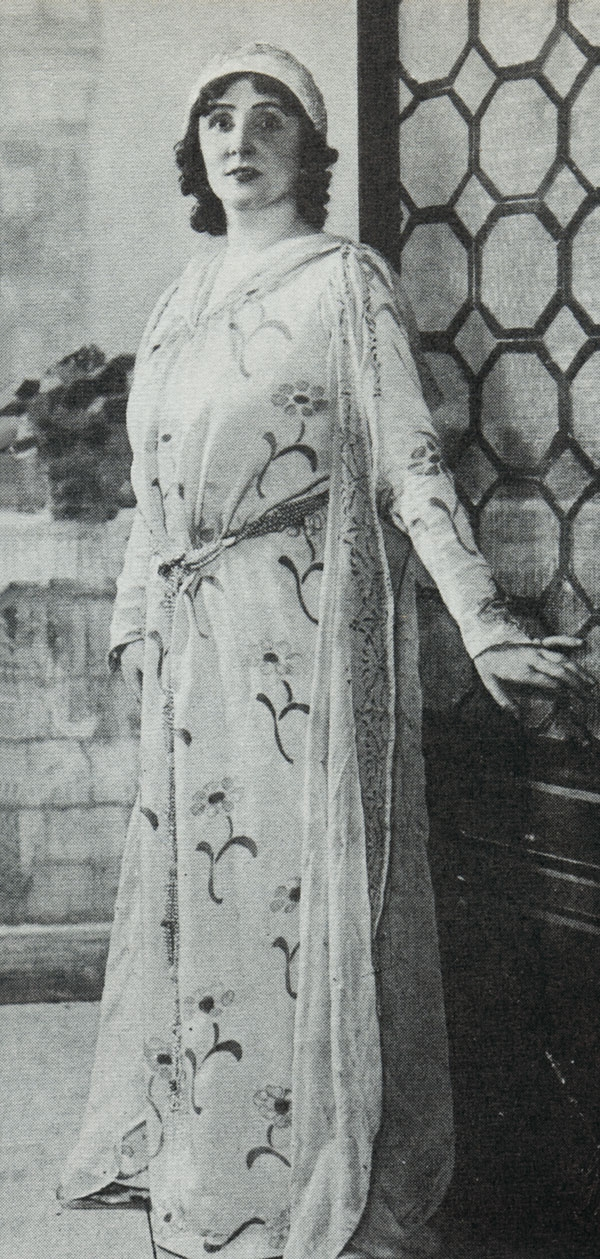
Florence Easton dans le rôle de Lauretta à la première mondiale de Gianni Schicchi, 14 décembre 1918.

Florence Easton crée le rôle de Lauretta à la première mondiale de Gianni Schicchi, le 14 décembre 1918 au Metropolitan Opera ; elle est la première à chanter le célèbre air « O mio babbino caro » (« Ô mon bien-aimé papa »). Puccini ne peut se rendre à New York pour la première, le directeur général du Met Giulio Gatti-Casazza envoie un télégramme à Puccini, après l'exécution du Trittico:

« Très heureux d'annoncer le complet succès authentique du Trittico. À la fin de chaque opéra, de longues manifestations très sincères, plus de quarante chauds rappels. En dépit de l'avis public interdisant les rappels, l'aria de Lauretta était répété. Force principale (Roberto) Moranzoni magnifique. Farrar, Muzio, Easton, De Luca, Montesanto (it), Didur chanteurs et acteurs incomparables. La presse quotidienne confirme le succès en s'exprimant très favorablement sur la valeur des opéras pour Schicchi. »

## Argument
Florence au XIIIe siècle, le vieux Buoso Donati vient de mourir, léguant par testament tous ses biens au clergé. Sa famille affolée fait appel à Gianni Schicchi, lequel imagine se substituer au défunt pour dicter au notaire un nouveau testament. Il en profite pour s'attribuer les biens du disparu.

## Analyse
Cet opéra contient des scènes d'ensemble, mais pas de chœur. Le ton est vif comme dans les deux premiers actes de La Bohème mais, mis à part quelques airs très lyriques, la farce est cynique et grinçante et la musique parfois acide préfigure plus Chostakovitch qu'elle ne rappelle Falstaff.

## Airs célèbres
- Air de Rinuccio : « Firenze è come un albero fiorito » (« Florence est comme un arbre en fleurs »)
- Air de Lauretta : « O mio babbino caro » (« Ô mon bien-aimé papa »)
- Air de Gianni Schicchi : « Si corre dal notaio » (« Cours chez le notaire ! »)